# سلطة روبيان

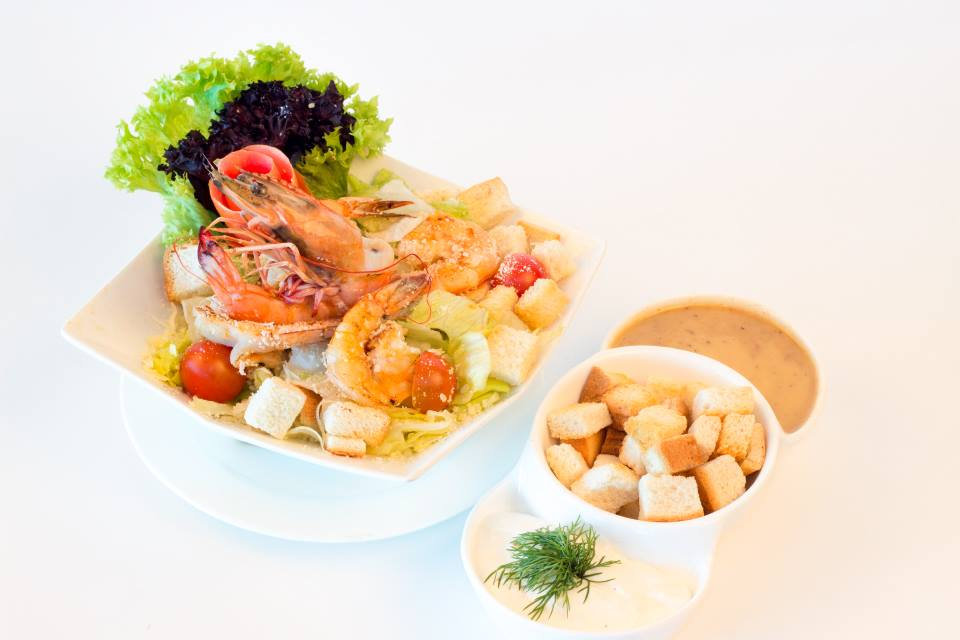
سلطة الجمبري

سلطة الروبيان أو سلطة الجمبري هي إحدى أنواع السلطات العربية وتتكون من الروبيان، المايونيز، الخس، الملح وعصير الليمون.